# ژان-کلود مونیه
ژان-کلود مونیه (فرانسوی: Jean-Claude Meunier‎; ۷ دسامبر ۱۹۵۰ – ۹ دسامبر ۱۹۸۵) دوچرخه‌سوار اهل فرانسه بود.